# لارس اریک اریکسن
لارس اریک اریکسن (انگلیسی: Lars Erik Eriksen; ۲۹ دسامبر ۱۹۵۴ – ) اسکی‌باز صحرانوردی اهل نروژ و از برندگان مدال‌های بازی‌های المپیک زمستانی بود.